# 鲇单极虫
鲇单极虫（学名：Thelohanellus parasilurus）为碘泡虫科单极虫属的动物。在中国，分布于辽宁等，营寄生生活，寄生在鲇的胆囊。